# جبريل كريستي
جبريل كريستي (بالإنجليزية: Gabriel Christie) هو سياسي أمريكي، ولد في 29 نوفمبر 1756، وتوفي في 1 أبريل 1808 في بالتيمور في الولايات المتحدة. انتخب عضو مجلس النواب الأمريكي.